# La Tour de glace
La Tour de glace è un film del 2025 co-scritto e diretto da Lucile Hadžihalilović.

## Trama
Mentre l'enigmatica attrice Cristina recita in un adattamento cinematografico de La regina delle nevi, l'orfana Jeanne trova rifugio nello studio in cui si stanno effettuando le riprese. 

## Produzione
Nel 2017 Lucile Hadžihalilović completò la stesura della sceneggiatura, scritta a quattro mani con Geoff Cox, già co-autore di Évolution.
Nel giugno 2023 ARTE France Cinéma annunciò che avrebbe prodotto il film e che Marion Cotillard avrebbe recitato nel ruolo della protagonista. Le riprese principali si svolsero a Parigi tra il gennaio e il marzo 2024 e coinvolsero anche Yvelines e Bolzano.

## Promozione
Una prima clip del film è stata diffusa l'11 febbraio 2025.

## Distribuzione
Il film è stato presentato in anteprima mondiale alla 75ª edizione del Festival internazionale del cinema di Berlino il 16 febbraio 2025, in concorso per l'Orso d'oro. La distribuzione nelle sale francesi è prevista per il 17 settembre successivo.

## Accoglienza
Il film è stato accolto positivamente dalla critica.

## Riconoscimenti
- 2025 – Festival internazionale del cinema di Berlino
  - Orso d'argento per il miglior contributo artistico a Lucile Hadžihalilović
  - In concorso per l'Orso d'oro